# Международный трибунал по бывшей Югославии

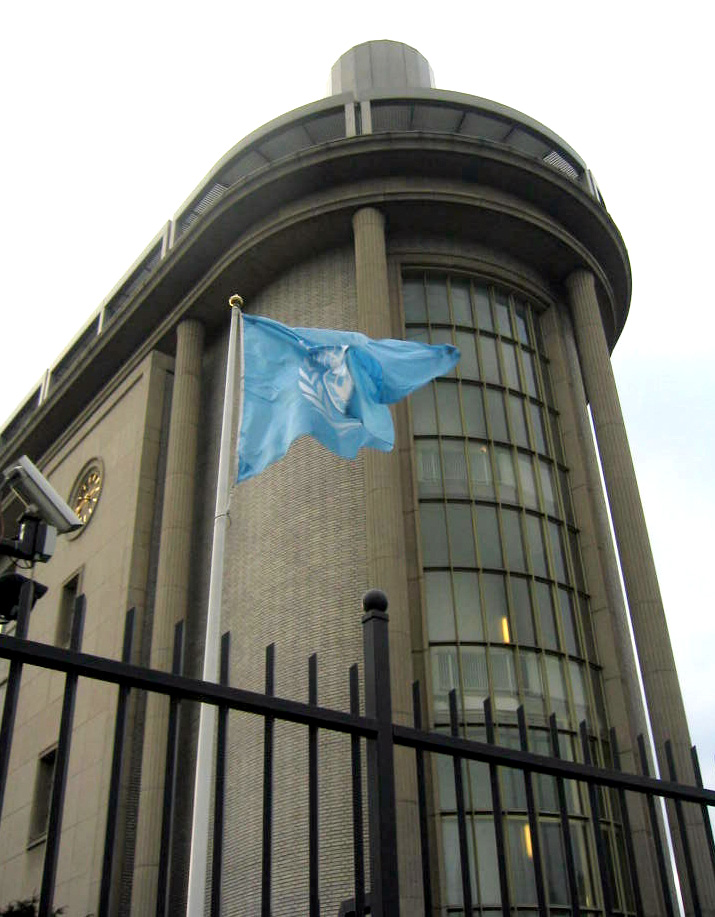
Вид здания, где размещается МТБЮ, сбоку

Междунаро́дный трибуна́л по бы́вшей Югосла́вии (МТБЮ) (англ. International Criminal Tribunal for the former Yugoslavia (ICTY)) — структура ООН, существовавшая в 1993—2017 годах. Заявленная цель создания — восстановление справедливости в отношении жертв военных преступлений, преступлений против человечества и геноцида, совершённых во время войн в Югославии в 1991—2001 годах, а также последующее наказание виновных в этих преступлениях. Находился в Гааге. Полное название — «Международный трибунал для судебного преследования лиц, ответственных за серьёзные нарушения международного гуманитарного права, совершённых на территории бывшей Югославии с 1991 года» (International Tribunal for the Prosecution of Persons Responsible for Serious Violations of International Humanitarian Law Committed in the Territory of the Former Yugoslavia since 1991).

## История

### Предыстория
Впервые создать специальный суд для уголовного преследования виновных в предположительных нарушениях международного гуманитарного права и военных преследованиях предложил в мае 1991 хорватский журналист Мирко Кларин. В своей статье «Нюрнберг сейчас» он заявил, что создание третьего международного военного трибунала после Нюрнбергского и Токийского «позволило бы предотвратить много бед».
В октябре 1992 года Совет Безопасности ООН учредил комиссию экспертов по расследованию и анализу информации о нарушениях Женевских конвенций и других норм международного права на территории бывшей Югославии. За год с небольшим специалисты исследовали 65 тысяч полученных из разных источников материалов, провели 32 исследовательские миссии. Выводы гласили: всемирной организации надлежит немедленно создать судебный орган для расследования и наказания военных преступлений.
22 февраля 1993 года была принята 808 резолюция Совета Безопасности ООН, рекомендовавшая создание МТБЮ.

### Создание
Трибунал был официально создан 25 мая 1993 года на основании резолюции 827 СБ ООН, с заявленной целью преследования лиц, ответственных за нарушения гуманитарного права на территории бывшей Югославии в период с 1 января 1991 года и до даты, которую СБ определит после восстановления мира. Резолюция о создании Трибунала была принята единогласно.
Председательствовавший на том заседании Совета Безопасности постоянный представитель России Юлий Воронцов заявил: «Виновные в массовых преступлениях…, в нарушениях законов и обычаев войны, преступлениях геноцида, а также против человечности, должны понести заслуженное наказание. Особенно важным представляется тот факт, что впервые в истории не победитель судит побеждённого, а всё международное сообщество в лице Трибунала вынесет свой вердикт тем, кто грубо попирает не только нормы международного права, но и просто человеческие представления о нравственности и гуманности».

### Начало работы
В первые годы своего существования трибунал закладывал свои уставы, как судебного органа. Штаб-квартира суда в Гааге была открыта в 1995 году.
Первый судебный процесс (по обвинению Душко Тадича) начался в июле 1996 года.

### Завершение работы
Трибунал планировал закончить рассмотрение всех имеющихся дел к 2009 году, а к 2010 году — все апелляции. Однако на декабрь 2014 на рассмотрении МТБЮ остались дела Горана Хаджича, Ратко Младича, Радована Караджича, Воислава Шешеля, апелляция по делу Ядранко Прлича и ряд других. В связи с этим полномочия полномочий постоянных судей и судей ad litem Международного трибунала были продлены до 31 декабря 2015 года либо до завершения порученных им дел, если это произойдёт раньше. Совет Безопасности постановил повторно назначить Сержа Браммерца Обвинителем МТБЮ.
Последний приговор был вынесен 29 ноября 2017 года, была рассмотрена апелляция по делу Ядранко Прлича, которая осталась без удовлетворения. 21 декабря 2017 года Трибунал объявил о прекращении своей деятельности, оставшиеся не рассмотренными апелляции будет рассматривать Международный остаточный механизм для уголовных трибуналов.
Суммарно трибунал проработал более 10,8 тысяч дней, опросил 4650 свидетелей и предоставил 2,5 млн страниц расшифровок выступлений.

## Полномочия и структура
Трибунал имел мандат Совета Безопасности ООН — резолюция 827, принятая 25 мая 1993 года. Этим он отличается от классических международных судов, которые создаются международным договором.
Статья вторая Устава МТБЮ говорит о полномочии Трибунала осуществлять судебное преследование лиц, совершающих или отдающих приказ о совершении серьёзных нарушений Женевских конвенций от 12 августа 1949 года, а именно следующих действий, направленных против лиц или имущества, пользующихся защитой Женевской конвенции: 1) умышленное убийство; 2) пытки и бесчеловечное обращение, включая биологические эксперименты; 3) умышленное причинение тяжких страданий или нанесения увечья или нанесение ущерба здоровью; 4) незаконное, произвольное и проводимое в большом масштабе разрушение и присвоение имущества, не вызываемое военной необходимостью; 5) принуждение военнопленного или гражданского лица служить в вооружённых силах неприятельской державы; 6) умышленное лишение прав военнопленного или гражданского лица на беспристрастное и нормальное судопроизводство; 7) незаконное депортирование, перемещение или арест гражданского лица; 8)взятие гражданских лиц в качестве заложников.
МТБЮ рассматривал военные преступления, совершённые на территории Югославии с 1991 года, связанные с нарушениями Женевской конвенции, нарушением правил ведения войны и геноцидом. Деятельность Трибунала была ограничена временными и географическими рамками. Согласно уставу, территориальная юрисдикция трибунала распространяется на территорию бывшей Югославии (кроме Словении), а завершение последнего процесса означает упразднение самого суда.

## Состав
Трибунал состоял из следующих частей: судебного органа, состоящего из трёх Судебных камер и одной Апелляционной камеры, Канцелярии Обвинителя и Секретариата.
В состав Трибунала входило 27 судей: 15 постоянных судей, а также 12 судей ad litem.

## Деятельность
В своей деятельности трибунал главным образом руководствовался доктриной совместных преступных действий, в соответствии с которой каждый член организованной группы несёт индивидуальную ответственность за преступления, совершённые группой в рамках общего плана или установленных ею целей. Всего за время существования трибунала было проведено 142 судебных процесса (в том числе 92 против сербов, 33 против хорватов, 8 против косовских албанцев, 7 против боснийских мусульман и 2 против македонцев). Обвинения Гаагского трибунала выдвинуты против лидеров боснийских сербов Ратко Младича и Радована Караджича. Также обвиняемым на судебном процессе в Гааге являлся бывший президент Югославии Слободан Милошевич, скончавшийся в тюрьме Трибунала.
Трибунал стал первым после Нюрнбергского трибунала и Международного военного трибунала для Дальнего Востока международным органом для рассмотрения дел о военных преступлениях, преступлениях против человечности и геноциде. Однако важное отличие состоит в том, что в Нюрнберге и Токио победители судили побеждённых, а МТБЮ является органом международного сообщества, который рассматривает дела о преступлениях независимо от того, на чьей стороне были те, кто их совершили.

## Критика

### Этнический состав осуждённых и оправданных
МТБЮ подвергался постоянной критике за имеющуюся в его работе необъективность. Сербские и российские власти обвиняли его в том, что по итогам работы трибунала в отношении сербов (в том числе боснийских сербов) было вынесено больше обвинительных приговоров, которые были также ещё более строгими, чем все приговоры, вынесенные в отношении хорватов, боснийских мусульман и косовских албанцев. Министр иностранных дел России Сергей Лавров требовал как можно скорее закрыть трибунал, упрекая его в политизированности.
По данным Марко Хоаре, около 68% обвиняемых были этническими сербами или черногорцами, а на скамье подсудимых оказалось почти всё военно-политическое руководство боснийских и хорватских сербов. При этом из руководства Югославии на скамье подсудимых оказались только Слободан Милошевич, умерший во время судебного следствия, и Момчило Перишич, начальник Генерального штаба ВС СРЮ, который был оправдан. Хорваты же составляли лишь 18 % всех обвиняемых. В результате, по версии судей, в ходе четырёхлетней войны преступления совершали исключительно сербы, что превратило конфликт в «борьбу добра со злом». Оправдание МТБЮ хорватских генералов Анте Готовины и Младена Маркача нанесло сильный удар по самосознанию сербов. Профессор права Майкл Мандел и публицист Уильям Блам были возмущены тем, что МТБЮ отказался привлекать кого-либо из высокопоставленных лиц стран-членов НАТО к ответственности за какие-либо преступления, совершённые против гражданского населения.
Выступая с критикой в адрес трибунала на заседании Совета Безопасности ООН в связи с рассмотрением докладов МТБЮ 6 декабря 2012 года, Виталий Чуркин заявил, что оправдательные приговоры югославского трибунала «дискредитируют идею международного уголовного правосудия». В своей работе международный трибунал «не демонстрирует ни справедливости, ни эффективности. Налицо лишь завышенная самооценка». Он добавил, что «вопрос о том, кто виноват в сотнях убитых и изгнании четверти миллиона сербов с мест их проживания, остаётся открытым», и сообщил о намерении его делегации добиваться завершения деятельности МТБЮ в сроки, определённые Резолюцией Совета Безопасности ООН 1966. При этом он потребовал, чтобы к следующему полугодовому отчёту руководство МТБЮ предоставило развёрнутые графики судопроизводства по каждому делу индивидуально, с раскладом по дням.

### Откровения Карлы дель Понте
В 2008 году экс-прокурор МТБЮ Карла дель Понте опубликовала книгу «Охота. Я и военные преступники», в которой рассказала о ряде преступлений, совершённых Армией освобождения Косово — а именно о похищении многих этнических сербов и вывозе их в Албанию для изъятия внутренних органов с целью последующей продажи. Дель Понте утверждала, что ещё в 1999 году располагала этой информацией, а в 2003 году даже побывала на месте преступления в Буреле на севере Албании. Публикация книги вызвала большой резонанс: многие общественные организации Сербии заявили, что и прежде обращались в МТБЮ с заявлениями о наличии доказательств причастности АОК к упомянутым дель Понте преступлениям. Однако все их заявления оставались без ответа, а свидетелям даже не позволяли дать соответствующие показания в МТБЮ.
Постоянный представитель России при ООН Виталий Чуркин 4 июня 2008 года заявил по этому поводу: «Положение дел в МТБЮ считаем неудовлетворительным. Ожидаем от Трибунала подробного отчёта о мерах, принятых по …разоблачениям бывшего Прокурора МТБЮ Карлы дель Понте в отношении фактов, которые до последнего времени замалчивались Трибуналом. Возникает ощущение, что серьёзные обвинения, такие как массовое насильственное изъятие человеческих органов, попросту игнорируются». В 2021 году дель Понте заявила в интервью Der Spiegel заявила, что США настоятельно требовали от неё не расследовать подробно преступления косовских албанцев: в частности, Мадлен Олбрайт потребовала не форсировать расследование дел в отношении Рамуша Харадиная, одного из главных обвиняемых.

### Вопрос правомочности
Критику вызывает то обстоятельство, что МТБЮ учреждён не международным договором, а резолюцией Совета Безопасности ООН. Некоторые юристы полагают, что Совет Безопасности не имеет полномочий преследовать частных лиц и, соответственно, создавать для этого судебные органы. В 1999 году профессор философии университета Инсбрука Ханс Кёхлер направил меморандум председателю Совбеза ООН, в котором изложил сомнения о правомочности МТБЮ, а депутат Европарламента от Консервативной партии Дэниел Ханнан потребовал упразднить МТБЮ, назвав его «антидемократическим» и заявив о посягательстве трибунала на суверенитеты стран. Слободан Милошевич утверждал, что поскольку суд был образован при участии Совбеза ООН, а не Генеральной Ассамблеи ООН, то у него не было никаких полномочий рассматривать дела или выносить приговоры, однако глава 7 Устава ООН предусматривает право Совбеза ООН решать о том«, какие меры следует предпринять в соответствии со статьями 41 и 42 для поддержания или восстановления международного мира и безопасности»; этой же точки зрения придерживаются некоторые юристы.
10 апреля 2013 года Вук Еремич провёл тематические дебаты о роли международного уголовного правосудия в примирении, посвящённые деятельности МТБЮ. Дебаты состоялись в рамках 67-й сессии Генеральной Ассамблеи ООН. Поводом для дебатов стали дела в отношении Анте Готовины и Младена Маркача, обвинявшихся в преступлениях против сербов и оправданных в ноябре 2012 года МТБЮ. Председатель МТБЮ Теодор Мерон заявил, что никто из трёх судебных камер в дебатах принимать участие не будет, чем остался недоволен Еремич, который заявил, что не стесняется критиковать МТБЮ за то, что по обвинениям в геноциде сербов в Хорватии никто не был осуждён. В дебатах принял участие президент Сербии Томислав Николич, который подверг тотальной критике деятельность МТБЮ, заявив, что суммарно этнические сербы получили общий тюремный срок размером в 1150 лет, в то время как лица, совершавшие против сербов преступления, получили всего 55 лет. Представитель России в ООН Виталий Чуркин на дебатах также раскритиковал МТБЮ за оправдание Анте Готовины и Рамуша Харадиная.